# Monumentum Ancyranum

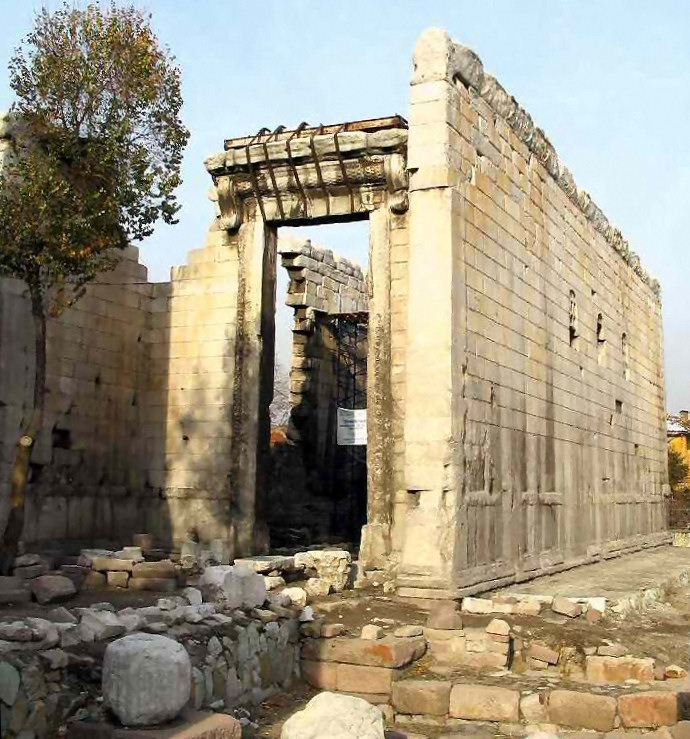
Ruinerna av Augusti och Roms tempel i Ankyra.

Monumentum Ancyranum latin för Ankyramonumentet är en inskrift på latin med grekisk översättning i Ankyra, påträffad av Ogier Ghislain de Busbecq på 1500-talet på ett tempel helgat åt Augustus och Roma.
Inskriften är en kopia på res gestae divi Augusti, en hyllning och redogörelse för Augustus bedrifter, som fanns på två bronspelare framför hans mausoleum i Rom, men aldrig återfunnits. Redogörelsen har en formellt saklig kronologisk form, även om den tydligt är vinklad till kejsarens form. Texten finns översatt till svenska av Anders Ollfors och utgiven under titeln Kejsar Augustus självbiografi (1988).